# Roger Boyle, 1st Earl of Orrery
Roger Boyle, 1st Earl of Orrery, britanski general, državnik in dramatik, * 25. april 1621, † 26. oktober 1679.
1. 1 2  Encyclopædia Britannica
2. 1 2  SNAC — 2010.